# Avenida 16 de Novembro
A Avenida 16 de Novembro esta localizada na cidade de Belém, capital do estado brasileiro do Pará. Importante marco histórico da cidade, esta avenida mescla pontos comercias com espaços habitacionais, sendo nela encontrado o Mercado Ver-o-Peso, um dos mais importantes pontos turísticos da cidade.
A avenida já possuiu a denominação de estrada de São José pelo fato de conduzir ao convento e ao presídio São José. Num dos trechos desta via era localizado o antigo Jardim Botânico do Pará, sendo desativado ao longo do final do século XIX e início do século XX.
16 de novembro é uma referência ao dia 16 de novembro de 1889, data que o estado do Pará aderiu ao novo regime político brasileiro: à República.